# Parafia Trójcy Świętej w Radzyniu Podlaskim
Parafia Trójcy Świętej w Radzyniu Podlaskim – parafia rzymskokatolicka w Radzyniu Podlaskim.
Parafia erygowana w 1415. Obecny kościół parafialny murowany, wybudowany w 1641 przez Stanisława Bonifacego Mniszcha, starostę lwowskiego, konsekrowany w 1644 przez biskupa Tomasza Oborskiego, sufragana krakowskiego.
Styl – renesans lubelski, wystrój wnętrza – częściowo barokowy.
Parafia ma księgi metrykalne od 1906 oraz kronikę parafialną od 1972.
Wierni parafii zamieszkują: część Radzynia Podlaskiego i Bedlna Radzyńskiego oraz Białkę, Brzostówiec, Płudy i Siedlanów.